# Манфред Мельгг
Манфред Мельгг (3 червня 1982 , Бруніко, Трентіно-Альто-Адідже ) — італійський гірськолижник, триразовий призер чемпіонатів світу, володар малого Кубка світу. Спеціаліст зі слаломних дисциплін. Старший брат гірськолижниці Мануели Мельгг.
У Кубку світу Мельгг дебютував 2003 року, а в березні 2008 року здобув першу перемогу на етапі Кубка світу, в слаломі. Загалом на сьогодні має три перемоги на етапах Кубка світу, всі у слаломі. Найкраще досягнення Мельгга в загальному заліку Кубка світу — 4-те місце в сезоні 2007—2008, у тому ж сезоні він виграв малий Кубок світу в заліку слалому.
На Олімпіаді-2006 у Турині взяв участь у слаломі та гігантському слаломі, але в обох дисциплінах не зміг дістатися фінішу.
На Олімпіаді-2010 у Ванкувері стартував у трьох дисциплінах: комбінація — не фінішував, гігантський слалом — 22-ге місце, слалом — 7-ме місце.
За свою кар'єру взяв участь у п'яти чемпіонатах світу, виборов срібну медаль у слаломі на чемпіонаті світу 2007 року, бронзову теж у слаломі 4 роки по тому в Гарміш-Партенкірхені та бронзову в гігантському слаломі 2013 року в Шладмінгу.
Учасник зимових Всесвітніх військово-спортивних ігор 2010 року, де переміг у командному заліку гігантського слалому, а в особистому заліку здобув срібну медаль.
Використовує лижі та черевики виробництва фірми Fischer.

## Результати в Кубку світу
Усі результати наведено за даними Міжнародної федерації лижного спорту.

### Титули за сезон
| Сезон | Дисципліна |
| ----- | ---------- |
| 2008  | Слалом     |

### Підсумкові місця в Кубку світу за роками
| Сезон | Вік | Загальний залік | Слалом | Гігантський слалом | Супергігант | Швидкісний спуск | Гірськолижна комбінація |
| ----- | --- | --------------- | ------ | ------------------ | ----------- | ---------------- | ----------------------- |
| 2004  | 21  | 27              | 9      | 23                 | —           | —                | —                       |
| 2005  | 22  | 19              | 8      | 15                 | —           | —                | —                       |
| 2006  | 23  | 56              | 28     | 25                 | —           | —                | —                       |
| 2007  | 24  | 18              | 5      | 10                 | —           | —                | —                       |
| 2008  | 25  | 4               | 1      | 3                  | 35          | —                | 51                      |
| 2009  | 26  | 17              | 6      | 19                 | 52          | —                | 34                      |
| 2010  | 27  | 14              | 12     | 13                 | 36          | —                | 13                      |
| 2011  | 28  | 19              | 6      | 20                 | —           | —                | 28                      |
| 2012  | 29  | 41              | 26     | 20                 | —           | —                | —                       |
| 2013  | 30  | 7               | 5      | 4                  | —           | —                | —                       |
| 2014  | 31  | 17              | 10     | 16                 | —           | —                | —                       |
| 2015  | 32  | 74              | 31     | 37                 | —           | —                | —                       |
| 2016  | 33  | 33              | 17     | 23                 | —           | —                | —                       |
| 2017  | 34  | 9               | 3      | 21                 | —           | —                | —                       |
| 2018  | 35  | 21              | 10     | 15                 | —           | —                | —                       |
| 2019  | 36  | 26              | 12     | 21                 | —           | —                | —                       |
| 2020  | 37  | 72              | 22     | 39                 | —           | —                | —                       |
| 2021  | 38  | 52              | 19     | 41                 | —           | —                | —                       |

Станом на 26 січня 2021 року

### П'єдестали в окремих заїздах
- 3 перемоги — (3 СЛ)
- 20 п'єдесталів — (3 ГС, 16 СЛ, 1 ГК)

| Сезон | Дата              | Місце проведення                | Дисципліна         | Місце |
| ----- | ----------------- | ------------------------------- | ------------------ | ----- |
| 2004  | 27 січня 2004     | Шладмінг (Австрія)              | Слалом             | 2-ге  |
| 2007  | 28 січня 2007     | Кіцбюель (Австрія)              | Слалом             | 3-тє  |
| 2007  | 4 березня 2007    | Кранська Гора (Словенія)        | Слалом             | 3-тє  |
| 2007  | 18 березня 2007   | Ленцергайде (Швейцарія)         | Слалом             | 3-тє  |
| 2008  | 11 Nov 2007       | Райтеральм (Австрія)            | Слалом             | 3-тє  |
| 2008  | 8 грудня 2007     | Бад-Кляйнкірхгайм (Австрія)     | Гігантський слалом | 2-ге  |
| 2008  | 9 грудня 2007     | Бад-Кляйнкірхгайм (Австрія)     | Слалом             | 3-тє  |
| 2008  | 22 січня 2008     | Шладмінг (Австрія)              | Слалом             | 3-тє  |
| 2008  | 9 Feb 2008        | Гарміш-Партеркірхен (Німеччина) | Слалом             | 2-ге  |
| 2008  | 8 березня 2008    | Кранська Гора (Словенія)        | Гігантський слалом | 2-ге  |
| 2008  | 9 березня 2008    | Кранська Гора (Словенія)        | Слалом             | 1-ше  |
| 2009  | 1 лютого 2009     | Гарміш-Партенкірхен (Німеччина) | Слалом             | 1-ше  |
| 2010  | 11 грудня 2009    | Валь-д'Ізер (Франція)           | Суперкомбінація    | 3-тє  |
| 2010  | 6 січня 2010      | Загреб (Хорватія)               | Слалом             | 2-ге  |
| 2013  | 28 жовтня 2012    | Зельден (Австрія)               | Гігантський слалом | 2-ге  |
| 2013  | 13 січня 2013     | Адельбоден (Швейцарія)          | Слалом             | 3-тє  |
| 2014  | 6 січня 2014      | Борміо (Італія)                 | Слалом             | 3-тє  |
| 2017  | 13 листопада 2016 | Леві (Фінляндія)                | Слалом             | 3-тє  |
| 2017  | 5 січня 2017      | Загреб (Хорватія)               | Слалом             | 1-ше  |
| 2017  | 8 січня 2017      | Адельбоден (Швейцарія)          | Слалом             | 2-ге  |

## Результати на чемпіонатах світу
Усі результати наведено за даними Міжнародної федерації лижного спорту.
| Рік  | Вік | Слалом | Гігантський слалом | Супергігант | Швидкісний спуск | Гірськолижна комбінація |
| ---- | --- | ------ | ------------------ | ----------- | ---------------- | ----------------------- |
| 2005 | 22  | НФ1    | 13                 | —           | —                | —                       |
| 2007 | 24  | 2      | 19                 | —           | —                | —                       |
| 2009 | 26  | НФ2    | 12                 | —           | —                | —                       |
| 2011 | 28  | 3      | 17                 | —           | —                | —                       |
| 2013 | 30  | НФ2    | 3                  | —           | —                | —                       |
| 2015 | 32  | 11     | —                  | —           | —                | —                       |
| 2017 | 34  | 14     | 20                 | —           | —                | —                       |
| 2019 | 36  | 18     | НС2                | —           | —                | —                       |
| 2021 | 38  | —      | —                  | —           | —                | —                       |

## Результати на Олімпійських іграх
Усі результати наведено за даними Міжнародної федерації лижного спорту.
| Рік  | Вік | Слалом | Гігантський слалом | Супергігант | Швидкісний спуск | Гірськолижна комбінація |
| ---- | --- | ------ | ------------------ | ----------- | ---------------- | ----------------------- |
| 2006 | 23  | НФ1    | НФ1                | —           | —                | —                       |
| 2010 | 27  | 7      | 22                 | —           | —                | —                       |
| 2014 | 31  | НФ2    | НФ2                | —           | —                | —                       |
| 2018 | 35  | 12     | 13                 | —           | —                | —                       |